# Saxgodingar 4
Saxgodingar 4 är ett instrumentalt album från 1998 av det svenska dansbandet Thorleifs. Albumet placerade sig som högst på 37:e plats på den svenska albumlistan.

## Låtlista
1. "Blue Hawaii"
2. "Forever and Ever"
3. "Tack för en underbar, vanlig dag"
4. "Who's Sorry Now"
5. "My Heart Will Go On"
6. "En silverslant för dina tankar"
7. "Älska mej"
8. "Beatles medley"
9. "Indian Love Call"
10. "The Last Farewell"
11. "Högt över havet"
12. "Vem får nu se alla tårar"
13. "Be My Baby"
14. "Thorleifs ettor-medley"

## Listplaceringar
| Lista (1998) | Topplacering |
| ------------ | ------------ |
| Sverige      | 37           |